# Amy Brenneman
Amy Frederica Brenneman (New London, Connecticut, 22 de junio de 1964) es una actriz estadounidense. Es conocida por sus actuaciones en las series de televisión NYPD Blue, Judging Amy y Private Practice.

## Biografía

### Primeros años
Brenneman nació en New London (Connecticut), hija de Frederica, una juez que trabajó en la Corte Suprema del Estado de Connecticut, y de Russell L. Brenneman, un abogado ambiental. Fue criada en Glastonbury, donde participó en teatro en la escuela, así como en un grupo teatral local. Brenneman se graduó de la Universidad Harvard en 1987, en donde estudió religión comparada. Mientras estudiaba en Harvard, fue una de los cofundadores de la Cornerstone Theater Company, con la cual realizó gira durante varios años luego de su graduación.

### Carrera
En su primer rol televisivo, Brenneman interpretó a la policía Janice Licalsi en la serie NYPD Blue. Brenneman fue un personaje recurrente durante la primera temporada del show (1993-1994) y durante los primeros episodios de la segunda temporada. Fue nominada al Premio Emmy a la mejor actriz de reparto en una serie dramática en 1994 y al Emmy a la mejor actriz invitada en una serie dramática en 1995.
Luego de abandonar NYPD Blue, Brenneman apareció en varias películas, incluyendo Casper, Heat, Fear, Daylight y Nevada. También tuvo un papel recurrente en la serie televisiva Frasier durante la temporada 1998-1999.
En 1999, Brenneman creó la serie Judging Amy, de la que también fue productora ejecutiva y actriz principal. Brenneman interpretaba a una madre soltera trabajando como juez en la Corte Familiar en Hartford (Connecticut). La serie se mantuvo en CBS durante seis temporadas y 138 episodios desde el 19 de septiembre de 1999 hasta el 3 de mayo de 2005.
En marzo de 2007, Brenneman fue elegida para coprotagonizar el spin-off de Grey's Anatomy, Private Practice.

### Vida personal
En 1995, Brenneman se casó con el director Brad Silberling. Ambos fundaron la Cornerstone Theater Company Inc. en Los Ángeles y tienen dos hijos: Charlotte Tucker (n. 2001) y Bodhi Russell (n. 2005).

### Actividad y posturas políticas

#### Aborto
Brenneman, quien es pro-elección, firmó la petición "We Had Abortions", que apareció en la revista Ms. en octubre de 2006. La petición incluía la firma de más de 5.000 mujeres que declaraban que habían tenido un aborto y que no estaban avergonzadas de la decisión que habían tomado.

#### El Screen Actors Guild
En julio de 2008, Brenneman fue nominada como candidata por la facción 'Unite for Strength' para un cargo en la junta nacional del Screen Actors Guild en las elecciones del 18 de septiembre de 2008. La nominación fue exitosa.

## Filmografía

### Cine
| Año  | Título                                     | Personaje                 | Notas                            |
| ---- | ------------------------------------------ | ------------------------- | -------------------------------- |
| 1995 | Bye Bye Love                               | Susan                     |                                  |
| 1995 | Casper                                     | Amelia                    |                                  |
| 1995 | Heat                                       | Eady                      |                                  |
| 1996 | Fear                                       | Laura Walker              |                                  |
| 1996 | Daylight                                   | Madelyne "Maddy" Thompson |                                  |
| 1997 | Nevada                                     | Chrysty                   |                                  |
| 1997 | Lesser Prophets                            | Annie                     |                                  |
| 1998 | City of Angels                             | Angel                     | Cameo. No acreditada             |
| 1998 | Your Friends & Neighbors                   | Mary                      |                                  |
| 1999 | The Suburbans                              | Grace                     |                                  |
| 2000 | Things You Can Tell Just by Looking at Her | Det. Kathy Faber          | Segmento: "Love Waits for Kathy" |
| 2003 | Off the Map                                | Adulta Bo Groden          |                                  |
| 2005 | Nine Lives                                 | Lorna                     |                                  |
| 2007 | 88 Minutes (88 Minutos [Esp])              | Shelly Barnes             |                                  |
| 2007 | The Jane Austen Book Club                  | Sylvia                    |                                  |
| 2008 | Downloading Nancy                          | Carol                     |                                  |
| 2009 | Mother and Child                           | Dra. Eleanor Stone        |                                  |
| 2013 | Words and Pictures                         | Elspeth                   |                                  |
| 2013 | The Face of Love                           | Ann                       |                                  |
| 2016 | In the Shadows of the Rainbow              |                           | Corto                            |
| 2019 | Peel                                       | Lucille                   |                                  |
| 2019 | Her Mind in Pieces                         | Madre                     | Segmento: "Here Now"             |
| 2019 | Foster Boy                                 | Kim Trainer               |                                  |
| 2021 | Sweet Girl                                 | Diana Morgan              |                                  |

### Televisión
| Año       | Título                                  | Personaje             | Notas                                                                    |
| --------- | --------------------------------------- | --------------------- | ------------------------------------------------------------------------ |
| 1992      | Middle Ages                             | Blanche               | Episodios: "The Pig in the Python", "Night Moves", "Murmur of the Heart" |
| 1992      | Murder, She Wrote                       | Amy Wainwright        | Episodio: "A Christmas Secret"                                           |
| 1993-1994 | NYPD Blue                               | Det. Janice Licalsi   | Personaje principal. 18 Episodios                                        |
| 1997      | Duckman                                 | Lauren Simone         | Voz. Episodio: "A Trophied Duck"                                         |
| 1998–99   | Frasier                                 | Faye Moskowitz        | Recurrente. 4 Episodios                                                  |
| 1999      | A.T.F.                                  | Agente Robin O'Brien  | Película de televisión                                                   |
| 1999      | Mary Cassatt: An American Impressionist | Mary Cassatt          | Película de televisión                                                   |
| 1999–2005 | Judging Amy                             | Amy Gray              | Personaje principal. 138 Episodios                                       |
| 2004      | Sesame Street                           | Ella misma            |                                                                          |
| 2007      | Grey's Anatomy                          | Dra. Violet Turner    | Episodio: "The Other Side of This Life: Partes 1 & 2"                    |
| 2007–13   | Private Practice                        | Dra. Violet Turner    | Personaje principal. 106 Episodios                                       |
| 2011      | Robot Chicken                           | Dorothy Gale / Varios | Voz. Episodio: "The Departy Monster"                                     |
| 2014–15   | Reign                                   | Marie de Guise        | Episodios: "The Consummation", "Forbidden", "The Price"                  |
| 2014–17   | The Leftovers                           | Laurie Garvey         | Personaje principal. 20 Episodios                                        |
| 2016      | No Tomorrow                             | Ella misma            | Episodio: "No Holds Barred"                                              |
| 2017      | Veep                                    | Regina Pell           | Episodio: "Library"                                                      |
| 2017      | The Get                                 | Ellen                 | Película de televisión                                                   |
| 2018      | Jane the Virgin                         | Donna                 | Episodio: "Chapter Eighty"                                               |
| 2019      | Goliath                                 | Diana Blackwood       | 8 Episodios                                                              |
| 2021      | Tell Me Your Secrets                    | Mary Barlow           | Reparto principal                                                        |
| 2021      | The Old Man                             | Zoe                   | Reparto principal                                                        |

### Productora
| Año       | Título            | Notas                                                      |
| --------- | ----------------- | ---------------------------------------------------------- |
| 1997      | Nevada            | Coproductora                                               |
| 1999–2005 | Judging Amy       | Productora ejecutiva, escritora / creadora (138 Episodios) |
| 2016      | Heartbeat         | Productora ejecutiva (10 Episodios)                        |
| 2018      | Intelligent Lives | Productora ejecutiva                                       |

### Premios y nominaciones
| Año  | Otorga                               | Premio                                                                                                   | Trabajo     | Resultado |
| ---- | ------------------------------------ | --- | ----------- | --------- |
| 1994 | Viewers for Quality Television Award | Mejor actriz de soporte en una Serie de Drama de calidad                                                 | NYPD Blue   | Nominada  |
| 1994 | Primetime Emmy Award                 | Destacada Actriz de soporte en una Serie de Drama                                                        | NYPD Blue   | Nominada  |
| 1995 | Primetime Emmy Award                 | Destacada Actriz invitada en una Serie de Drama                                                          | NYPD Blue   | Nominada  |
| 2000 | Golden Globe Award                   | Best Actress in a Television Series – Drama                                                              | Judging Amy | Nominada  |
| 2000 | TV Guide Award                       | Actriz favorita en una Nueva Serie                                                                       | Judging Amy | Ganó      |
| 2000 | Producers Guild of America Award     | Destacada Productora de Televisión episódica                                                             | Judging Amy | Nominada  |
| 2000 | Primetime Emmy Award                 | Destacada Actriz Principal en una Serie de Drama                                                         | Judging Amy | Nominada  |
| 2000 | Viewers for Quality Television Award | Mejor Actriz en una Serie de Drama de calidad                                                            | Judging Amy | Nominada  |
| 2001 | Golden Globe Award                   | Mejor actriz en una Serie de Televisión – Drama                                                          | Judging Amy | Nominada  |
| 2001 | TV Guide Award                       | Actriz del año en una Serie de Drama                                                                     | Judging Amy | Ganó      |
| 2001 | Primetime Emmy Award                 | Destacada Actriz Principal en una Serie de Drama                                                         | Judging Amy | Nominada  |
| 2002 | Golden Globe Award                   | Mejor Actriz en una Serie de Televisión – Drama                                                          | Judging Amy | Nominada  |
| 2002 | Primetime Emmy Award                 | Destacada Actriz Principal en una Serie de Drama                                                         | Judging Amy | Nominada  |
| 2002 | Satellite Award                      | Mejor desempeño por una Actriz en una Serie – Drama                                                      | Judging Amy | Nominada  |
| 2002 | Women in Film Lucy Award             | Premio Lucy                                                                                              |             | Ganó      |
| 2003 | Screen Actors Guild Award            | Destacado Desempeño por una Actriz en una Serie de Drama                                                 | Judging Amy | Nominada  |
| 2005 | Locarno International Film Festival  | Mejor actriz                                                                                             | Nine Lives  | Ganó      |
| 2005 | Gotham Award                         | Mejor reparto de conjunto                                                                                | Nine Lives  | Nominada  |
| 2007 | TV Land Award                        | Momento de la televisión que llegó a ser titular de Noticiero por aparecer desnuda en el episodio piloto | NYPD Blue   | Nominada  |